# اوک پارک (ایندیانا)
اوک پارک (به انگلیسی: Oak Park) یک منطقهٔ مسکونی در ایالات متحده آمریکا است که در ایندیانا واقع شده‌است. اوک پارک ۵٫۸ کیلومتر مربع مساحت و ۵٬۳۷۹ نفر جمعیت دارد و ۱۴۰ متر بالاتر از سطح دریا واقع شده‌است.